# Hospital de Amor Nossa Senhora

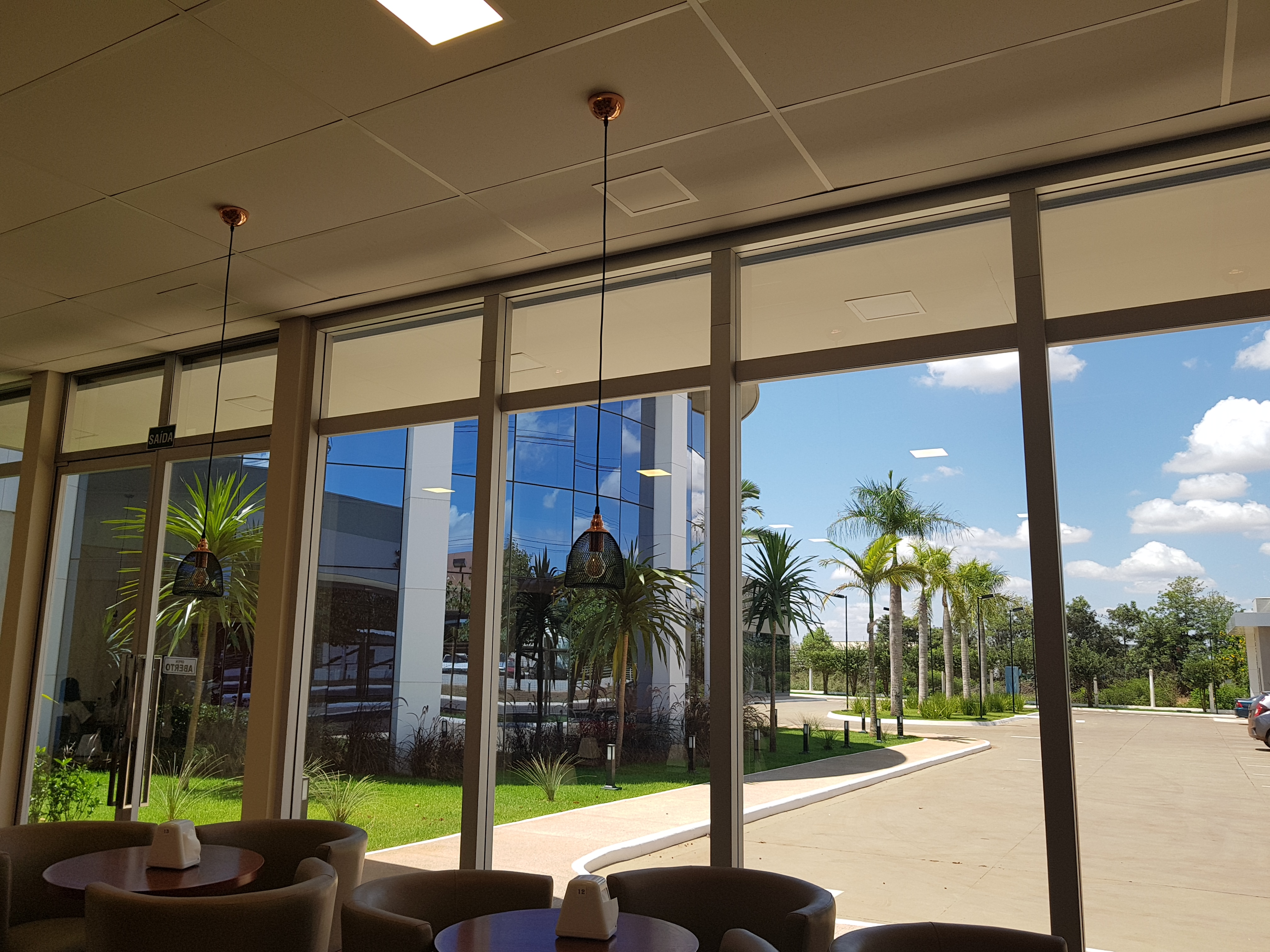
Hospital Nossa Senhora visto de dentro pra fora

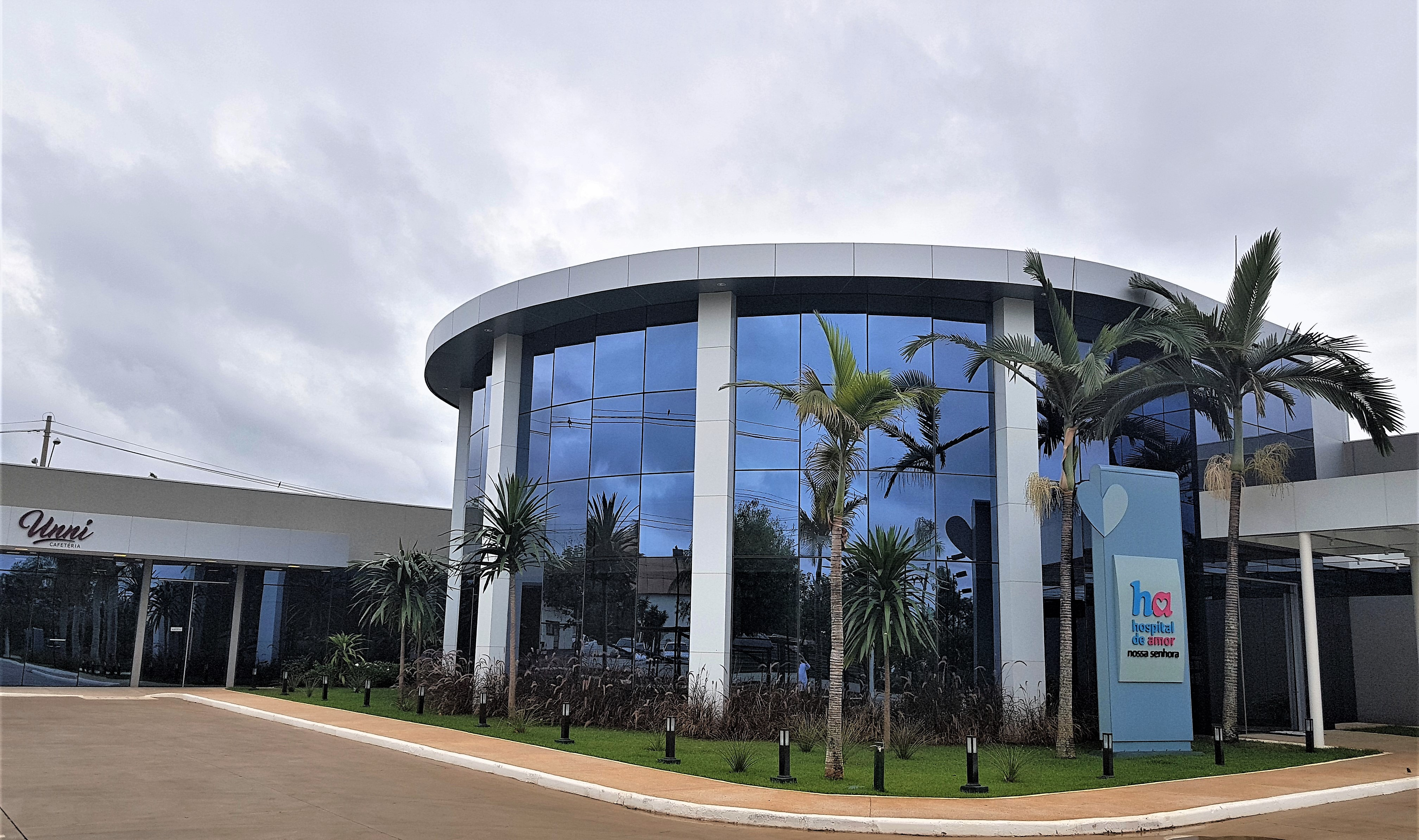
Hospital Nossa Senhora, instalações

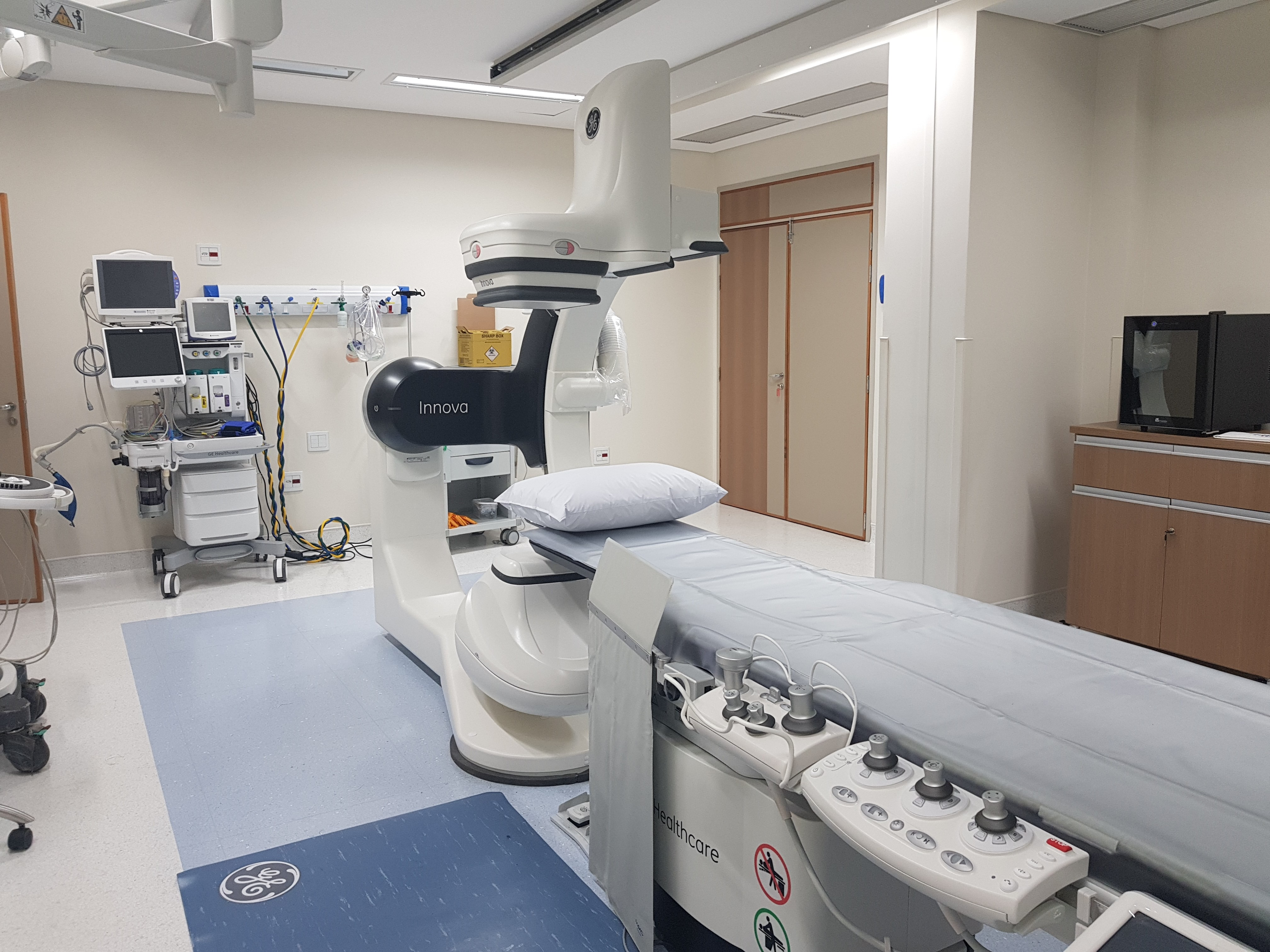
Hospital Nossa Senhora, instalações

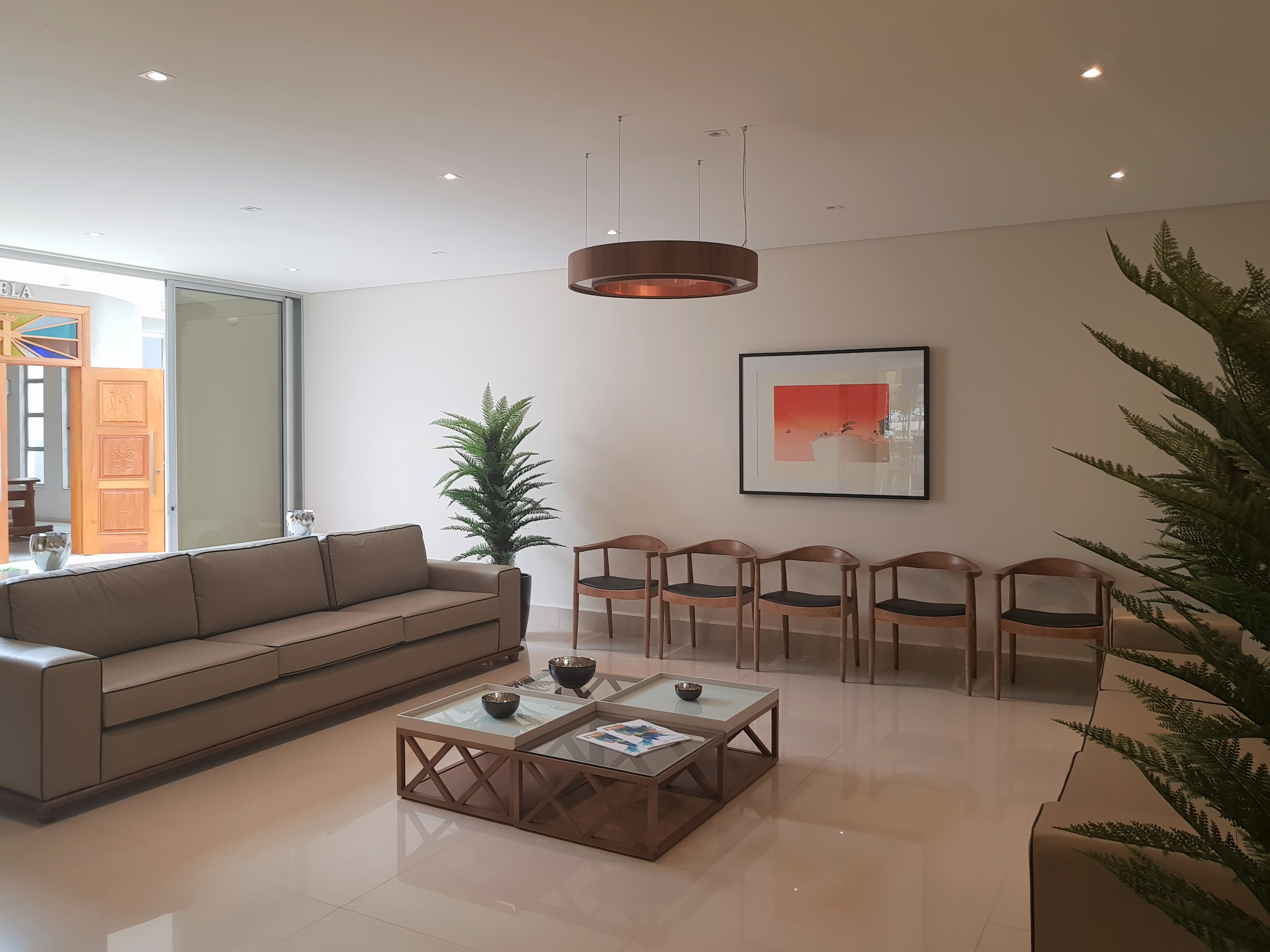
Hospital Nossa Senhora, instalações

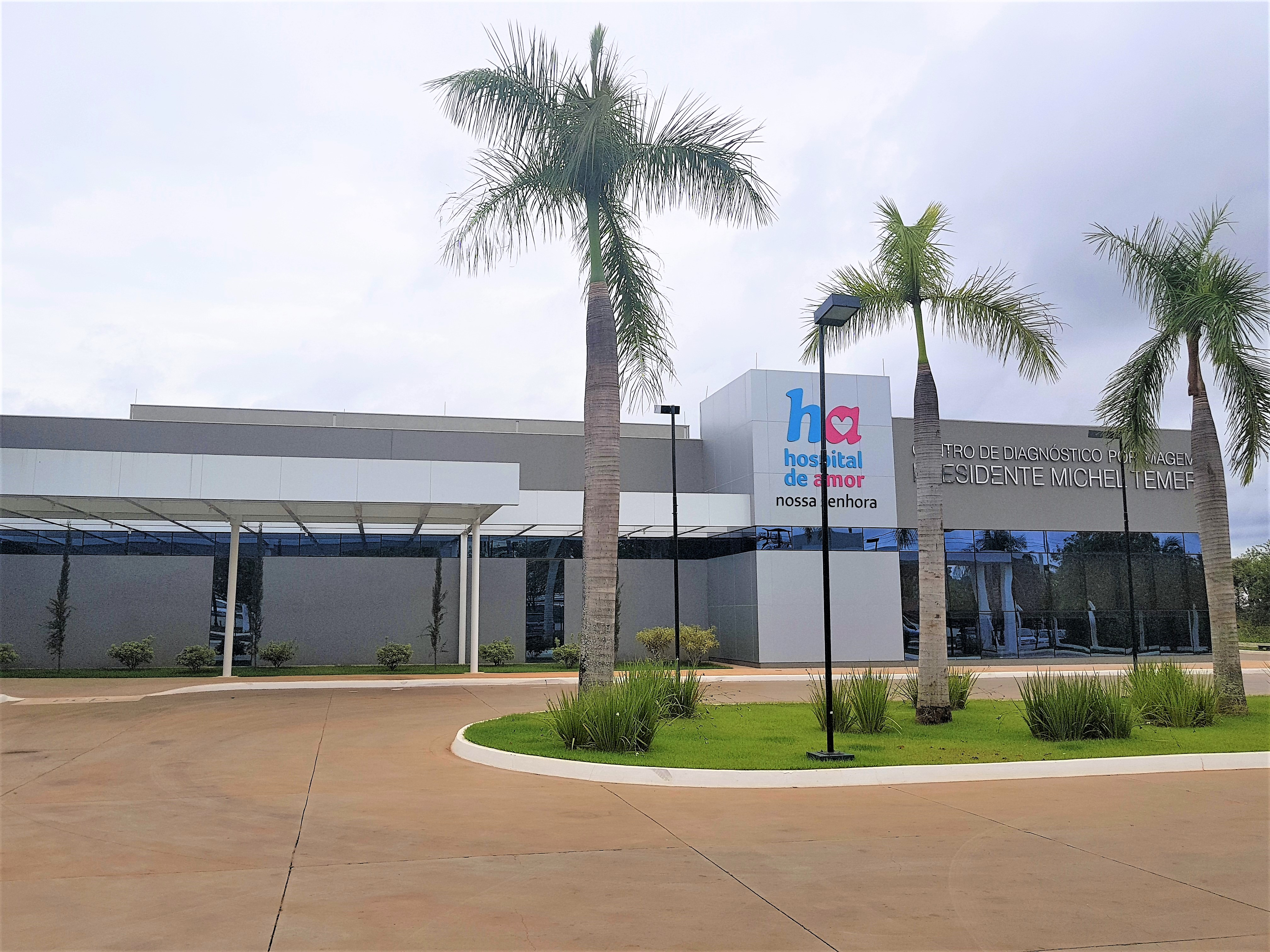
Hospital Nossa Senhora, entrada centro diagnostico

O Hospital de Amor Nossa Senhora faz parte do complexo do Hospital de Amor, antigo nome do Hospital de Câncer de Barretos. Iniciou seu pleno funcionamento em 17/09/2018, mas em 03/05/2018 já sido inaugurado seu centro diagnóstico.
Embora seja instituição filantrópica, sob administração da Fundação Pio XII, o Hospital foi idealizado para o atendimento a pacientes de operadoras de planos de saúde e particulares, não só em oncologia, mas em diversas especialidades.  
O Hospital de Amor é conhecido no Brasil e no Exterior como referência em oncologia. Além do elevado desempenho técnico, o hospital oferece instalações modernas, confortáveis e alta tecnologia no diagnóstico e tratamento do câncer, atendendo pacientes do SUS. Já o Hospital Nossa Senhora atuará fora do SUS, preenchendo assim uma lacuna que existia dentro da Fundação Pio XII: é voltado ao atendimento a pacientes do sistema suplementar de saúde, incluindo planos e seguros privados de assistência médica.

## Estrutura
O Hospital tem 33 leitos, sendo 25 unidades de internação normais, apartamentos, e 8 leitos de UTI adulto.
O centro cirúrgico tem 4 salas, com equipamentos modernos, incluindo toda a instalação necessária para cirurgia robótica.
Há um centro diagnóstico com tomografia computadorizada, ressonância magnética, ultrassonografia, etc. Também tem serviço de hemodinâmica e radiologia intervencionista. Uma ala do hospital tem consultórios onde médicos de diversas especialidades atendem pacientes ambulatoriais.
O Hospital foi projetado visando o mais alto padrão nas instalações, combinando sofisticação e acolhimento.
Detalhes de bom gosto: dezenas de obras de Kenji Fukuda e Kazuo Wakabayashi - em sua melhor fase - embelezam com cores vivas as áreas de circulação do hospital.

## História
O Hospital de Câncer de Barretos teve sua história iniciada em 1962, no Hospital São Judas Tadeu, com o Dr. Paulo Prata e a Dra. Scylla Duarte Prata. Em 1989 o hospital acumulava dívidas e estava em situação falimentar. Na ocasião, o filho do casal, Henrique Prata, assumira o processo de fechamento do hospital, mas numa reviravolta do destino, tomou gosto pela obra, e segundo o mesmo conta em seu livro "Acima de Tudo o Amor", inspirado por Deus, resolveu reerguer a instituição. O empenho mais que frutificou. Em menos de 20 anos a instituição se tornou um complexo com envergadura nacional, com unidades em Barretos, Fernandópolis/SP, Jales/SP, Campinas/SP, Juazeiro/BA, Porto Velho/RO, Macapá/AP, Campo Grande/MS, etc. Em 2017, o nome foi mudado para Hospital de Amor.
A Fundação Pio XII, criada em 1967, é a mantenedora de toda a rede assistencial do Hospital de Amor e também da Santa Casa de Barretos, de Unidades Básicas de Saúde e dos AME's Clínico e Cirúrgico.
Muitos pacientes que procuram o Hospital de Amor possuem convênio privado. A partir daí veio o projeto de atuar também na saúde suplementar privada, o que poderia gerar recursos para impulsionar a obra filantrópica da Fundação.
No local funcionou durante alguns anos o Hospital Notre Dame fundado em 1995 por um grupo de médicos de Barretos. O empreendimento não prosperou, sendo desativado e o prédio vendido para a Fundação Pio XII. No local foi estruturado o AME (Ambulatório Médico de Especialidades) Cirúrgico de Barretos, inaugurado em 14/05/2010. No ano seguinte, a cidade ganhou um AME Clínico, com a construção de um novo prédio. O AME Cirúrgico então foi transferido para esta estrutura, juntando-se ao AME Clínico, e novamente o prédio do hospital foi desocupado. A partir de então, iniciou-se a reforma concluída em 2018.
Pretendia-se manter o nome Hospital Notre Dame. Mas no decorrer das obras de finalização, em 2018, o nome foi alterado para Hospital Nossa Senhora por já existir operadora de saúde homônima, o que poderia gerar confusões.